# Rich Kids on LSD
I Rich Kids on LSD (talvolta abbreviati in R.K.L.) sono una band punk rock californiana, nata nel 1982 a Santa Barbara. Il gruppo ha avuto un discreto successo ed una notevole influenza tra le emergenti band punk rock come i NOFX anche se non ha mai avuto riconoscimenti speciali dal punto di vista delle vendite. La band, che ha pubblicato diversi lavori prevalentemente con la Mystic Records e la Epitaph Records, si è sciolta e riunita molte volte dalla sua nascita nell'82 sino allo scioglimento definitivo avvenuto nel 2006 dopo la morte del cantante Jason Sears.

## Il nome
In un'intervista al magazine Thrasher nel 2002 il cantante Jason Sears spiegò che “succedeva che molti ragazzi dicessero 'Ha, those kids will never be anything, they're just a bunch of rich kids on LSD, man.' (traduzione: Ah, quei ragazzi non saranno mai niente, sono solo una massa di ragazzi ricchi fatti di LSD). Alla prima festa a cui abbiamo suonato non avevamo un nome per la band, così abbiamo messo questo nel volantino e ci è rimasto"

## 1982/1987: gli esordi
La band formata nel 1982 nella cittadina californiana di Santa Barbara ha subito un gran successo in quanto proponeva un genere musicale nuovo. La band, formata da Jason Sears alla voce, Chris Rest alle chitarre, Richard Anthony Manzullo (chiamata Bomer) alla batteria e Vince Peppars al basso, suonava infatti un punk molto tecnico, non erano canzoni con tre accordi alla Ramones e Clash, ma un genere simile a quello che stava nascendo nel Regno Unito con Iron Maiden e Twisted Sisters con batteria tirata e lunghi assoli di chitarra, mischiato con quello stile autodistruttivo di band come Misfits e Bad Religion che stavano nascendo.
Nel 1983 arriva il primo album Nardcore sampler del quale fa parte anche It's A Beautiful Feeling, cavallo di battaglia della band di cui nell'84 pubblicano l'Ep. Sempre nell'84 pubblicano un Ep di cover e inizia un lungo tour che li porterà l'anno seguente a pubblicare un nuovo album: Keep Laughing sempre su Mystic Records come il precedente anche se avrà molto meno successo. La band rimane un anno in tour a cavallo tra l'85 e l'86 quando dopo varie liti si scioglieranno.

## 1987/1989: prima reunion
Dopo un anno dallo scioglimento la band si riunisce per pubblicare un nuovo album, stavolta con la Alchemy Record: è Rock 'n Roll Nightmare, un album che cambierà il punk rock californiano introducendo elementi Thrash Metal. La formazione cambia: non c'è più Vince e le linee di basso vengono registrate da Bomer così come le tracce di batteria. Arriva anche un nuovo chitarrista, Barry Ward, già con la band dall'85, a dare potenza alle canzoni e aiutare Rest negli assoli.
La band ricomincia a viaggiare in Tour reclutando "Little" Joe Raposo come bassista e nell'88 firmano un contratto per un registrare un live con la Destiny Records. Il live registrato in Germania nel 1988 verrà pubblicato l'anno seguente col nome "Live in Berlin '88". La band ormai è un mito per i punkers e gli hardcore californiani e ben presto le si affiancherà un gruppo di ragazzi di Goleta, un paesone vicino a Santa Barbara a supportarli durante il Tour. La band è chiamata Section8 e deve molto agli RKL per quanto riguarda lo stile, sempre al limite tra hardcore e punk, tant'è che al suo interno troviamo l'ex cantante di un gruppo Metal della zona, i Chemikill. Il suo nome è Joseph R Cape, Joey per gli amici, grande amico di Michael John Burkett il bassista di un'altra realtà punk del periodo, i NOFX che avevano da poco pubblicato il proprio album di debutto Liberal Animation. Il grande successo del live porta la Destiny a chiedere un nuovo lavoro ai 5 di Santa Barbara i quali registrano lo stesso anno "Revenge is a Beautiful Feeling". Quello stesso anno, i continui abusi di droga e alcol e le tensioni ancora presenti tra i componenti portano alla lite di Jason e Bomer e al successivo scioglimento

## 1992-1996
La band si riforma nel 1992 sotto il nome di Slang. Bomer e Jason non hanno ancora fatto pace e Jason quindi non ne vuole sapere di tornare nel gruppo. La formazione è quindi composta da Chris e Barry alle chitarre, Joe al basso, Bomer alla voce e il giovanissimo Deve Raun alla batteria. L'anno seguente viene pubblicato l'album Reactivate (1993) su Epitaph, una piccola label di proprietà di Brett Gurewitz dei Bad Religion che decide di metterli sotto contratto per due album. Mr. Brett partecipa, insieme a Bomer, anche alla scrittura della prima traccia, Insane. Il disco presenta una evoluzione del suono anni ottanta di Rock 'n Roll Nightmare con episodi che sconfinano nel rock alternativo, rendendo l'album il più vario della loro discografia. Poco prima di dare alle stampe il disco la band decide comunque di tornare al nome originale.
La band inizia nel 1993 un tour in Europa nel mezzo del quale però Bomer lascia la band. Gli RKL richiamano dunque Jason il quale permette alla band di completare il tour. La formazione torna immediatamente a scrivere materiale e Riches to Rags vede la luce nel 1994. Il sound si modernizza in stile Skate Punk anni novanta e le canzoni sono più potenti che mai. Gli RKL girano anche il video di Betrayed, più un video fatto di immagini dei due tour per la canzone Take Me Home. La band rimane in Tour sino al 1995 quando alla fine di un lungo tour mondiale gli RKL rimangono inattivi e nel 1996 ufficializzano lo scioglimento della band anche perché privi di un nuovo contratto discografico.

## The Other
Nel 1996 Bomer decide di formare un nuovo gruppo in cui suona il basso e canta per continuare sulla falsariga di Reactivate e recluta Chris Rest alla chitarra e Boz Rivera alla batteria. Il nome del gruppo è The Other e l'omonimo disco licenziato da Honest Don's si presenta come la naturale evoluzione di Reactivate con parti molto tecniche soprattutto per quanto riguarda basso e batteria. Il gruppo si scioglie comunque dopo pochi mesi dall'uscita del disco.

## RKL/Lagwagon
Dave Raun partecipa al progetto di Fat Mike dei Nofx di una cover band punk chiamata Me First and the Gimme Gimmes che pubblica un EP di due canzoni con la FAT. Del progetto fanno parte anche Chris Shiflett dei No Use for a Name, Spike Slawson degli Swingin' Utters e Joey Cape cantante dei Lagwagon gruppo nato da quei Section 8 che 6 anni prima avevano fatto da supporto agli RKL in tour. Derrick Plourde abbandona i Lag Wagon durante il Tour e Joey decide di chiamare Dave a rimpiazzarlo. Alla fine del tour anche il chitarrista Shawn Dewey lascia i Lagwagon che si sciolgono per riformarsi l'anno seguente. Dave è ora il batterista ufficiale della band la quale pubblica Double Plaidinum trovando in Ken Stringfellow dei Posies un degno sostituto per Dewey. Alla registrazione dell'album prende parte anche Chris Rest il quale dovrà sostituire Stringfellow anche per il tour. Il gruppo decide di tenerlo come membro stabile e insieme registrano un nuovo disco chiamato Let's Talk About Feelings. Il gruppo rimane in Tour sino a metà 1999 alla fine del quale decide di prendersi una breve puasa, anche perché dopo dieci anni i componenti hanno famiglie e impegni che non permettono loro di stare tutto l'anno in Tour.. nel 2010 anche Joe Raposo si unisce alla band come sostituto di Jesse Buglione.

## Ultima Fase
Dave e Joey approfittano della pausa con i Lagwagon per concentrarsi sul progetto Me First and Gimme Gimmes. Rest decide quindi di ridare vita agli RKL, perché quello è il suo mondo, la musica che da 17 anni lo ha portato sin li anche perché durante il tour di Dave e Joey ha molto tempo libero. Rest chiama a sostituire Ward il compagno nei Lagwagon Chris Flippin e il vecchio batterista dei Lagwagon Derrick Plourde al posto di Dave. La band non registra nuove canzoni né firma contratti, ma approfitta del tour dei Me First per suonare dal vivo in California. Un incidente nel 2004 costringe Plourde sulla sedia a rotelle per un lungo periodo e gli RKL chiamano come batterista l'ex Mad Caddies Boz Rivera.

## La fine: il Resolve Tour
L'esistenza degli RKL e dei Lagwagon viene sconvolta il 30 marzo 2005 quando Derrick Plourde si spara un colpo in testa mettendo fine alla propria vita. È un duro colpo per il cantante Joey Cape e gli altri Lagwagon (nei quali suonano i due chitarristi attuali e l'ex batterista degli RKL) che vedono andar via il loro più caro amico e vero fondatore della band. Decidono di rendergli tributo incidendo l'album Resolve che li porterà nel novembre dello stesso anno a fare l'omonimo tour, non tanto per promuovere il disco, quanto per riproporre ai fan le canzoni dell'amico morto, alternando brani dal nuovo album e dai primi tre incisi con lo stesso Plourde. Ma durante il tour vengono raggiunti da un'altra terribile notizia: Richard Anthony Manzullo (AKA Bomer), membro fondatore degli RKL muore nella propria casa all'età di 38 anni per arresto cardiaco dovuto al continuo abuso di droghe. Il Tour era iniziato da pochi giorni e nonostante il grande dolore per la perdita di quest'altro amico la band decide di proseguire il tour, che finirà solo a fine gennaio. Ma dopo pochi giorni il rientro dal Resolve tour, a un mese e mezzo di distanza dalla morte di Bomer, Jason Sears muore il 31 gennaio 2006 in una clinica messicana, dove era ricoverato per disintossicarsi dalle droghe in seguito a complicazioni dovute alla cura. Con la morte di Jason finisce di fatto l'avventura dei Rich Kids On LSD dopo 24 anni dalla prima festa in cui il quartetto originario di Santa Barbara si esibì davanti a un pubblico di amici. In seguito si è parlato di una possibile riunione dei componenti superstiti per un live a beneficio degli orfani di Sears che però non hai mai avuto luogo.

## Dopo gli RKL
Rest, Rivera e Raposo hanno però voluto continuare a suonare insieme, se pur cambiando totalmente genere e formando una band chiamata King City. Dopo una breve parentesi con i Real McKanzies, nel 2010 anche Joe Raposo si unisce ai Lagwagon per sostituire Buglione, mentre Leon (nel 2009) e poi Boz (2011) entrano a far parte dei No Use For A Name per sostituire rispettivamente Dave Nassie e Rory Koff. Nell'estate 2012, in seguito alla morte di Tony Sly, i No Use For A Name si sciolgono dopo un concerto-tributo a Québec, in Canada.

## Formazione

### 1982-1983
- Jason Sears - voce
- Vince Peppars - basso
- Chris Rest - chitarra
- Alpho - chitarra
- Richard Anthony Manzullo Bomer - batteria

### 1983-1985
- Jason Sears - voce
- Vince Peppars - basso
- Chris Rest - chitarra
- Richard Anthony Manzullo Bomer - batteria

### 1985-1987
- Jason Sears - voce
- Vince Peppars - basso
- Chris Rest - chitarra
- Barry Ward - chitarra
- Richard Anthony Manzullo Bomer - batteria

### 1987-1989
- Jason Sears - voce
- Joe Raposo - basso
- Barry Ward - chitarra
- Chris Rest - chitarra
- Richard Anthony Manzullo Bomer - batteria

### 1992-1993
- Joe Raposo - basso
- Barry Ward - chitarra
- Chris Rest - chitarra
- Richard Anthony Manzullo Bomer - voce
- Dave Raun - batteria

### 1993-1996
- Jason Sears - voce
- Joe Raposo - basso
- Barry Ward - chitarra
- Chris Rest - chitarra
- Dave Raun - batteria

### 2002
- Jason Sears - voce
- Chris Flippin - chitarra
- Chris Rest - chitarra
- Richard Anthony Manzullo Bomer - basso
- Derrick Plourde - batteria

### 2002-2005
- Jason Sears - voce
- Chris Flippin - chitarra
- Chris Rest - chitarra
- Joe Raposo - basso
- Boz Rivera - batteria

## Discografia
- Nardcore (raccolta 1984)
- It's a Beautiful Feeling (EP 1984)
- Covers (raccolta 1984)
- Mystic Super Seven Sampler #1, (raccolta 1984)
- Keep Laughing (album 1985 - riedito nel 2002)
- Rock 'n Roll Nightmare (album 1987)
- Double Live in Berlin (album 1988)
- Reactivate (album 1993)
- Riches to Rags (album 1994)
- Revenge is a Beautiful Feeling, (raccolta 2000)

### VHS/DVD
- Still Flailing After All These Beers